# John Wijngaards
Johannes Nicolaas Maria Wijngaards (Surabaya, 30 september 1935 – Slough, 2 januari 2025) was een katholieke auteur en theoloog. Hij staat bekend als een sterk voorstander van de wijding van vrouwen in de Rooms-Katholieke Kerk.

## Jeugdjaren
Wijngaards werd in 1935 geboren in de toen Nederlands-Indische stad Surabaya. Zijn ouders waren Dietze van Hoesel en dr. Nicolaas Carel Heinrich Wijngaards, beide Nederlanders. Tijdens de Tweede Wereldoorlog werd zijn vader gedwongen om te werken aan de beruchte Birmaspoorweg in Thailand, terwijl John, zijn moeder en drie broers krijgsgevangenen waren in Malang, Surakarta en Ambarawa.  Het gezin is na de oorlog gerepatrieerd naar Nederland.

## Studies
John Wijngaards sloot zich aan bij de Missionarissen van Mill Hill en werd in 1959 tot priester gewijd. In Rome verwierf hij het Licentiaat van de Heilige Schrift aan het pauselijk  Bijbels Instituut en de Doctor's titel in theologie aan de pauselijke Gregoriaanse Universiteit (1963). Zijn dissertatie was gewijd aan The Formulas of the Deuteronomic Creed (proefschrift, Brill, Leiden 1963). Verder onderzoek resulteerde in The Dramatization of Salvific History in the Deuteronomic Schools (Brill, Leiden 1969) en een 360 pagina's tellend commentaar op het boek Deuteronomium in de bekende Nederlandse reeks commentaren gepubliceerd door Romen & Zonen (Roermond) 1971).

## Dienst in India
Wijngaards gaf les in de Heilige Schrift op het St John's Grootseminarie in Hyderabad, India (1963 - 1976). Gedurende die tijd was hij verantwoordelijk voor de oprichting van het communicatiecentrum Amruthavani, het Jeevan Jyoti theologisch instituut voor religieuze vrouwen en Jyotirmai, het pastorale planningorgaan voor de katholieke bisdommen van Andhra Pradesh. Hij diende als part-time docent bij het Nationaal Bijbels Catechetisch en Liturgisch Centrum in Bangalore en was een aantal jaren lid van de Nationale Adviesraad van de Katholieke Bisschoppenconferentie van India. Tegelijkertijd produceerde hij een aantal boeken over de Heilige Schrift, waaronder zijn bekende Background to the Gospels. Onderzoek naar de ambten overtuigde hem ervan dat de historische uitsluiting van vrouwen uit het priesterschap moet worden toegeschreven aan culturele obstakels, niet aan de Schrift of de Traditie. Hij drong er bij de Indiase hiërarchie op aan om een proces te starten om de wijding van vrouwen opnieuw te onderzoeken.

## Wereldwijde verantwoordelijkheden
Na een periode als Vicaris-generaal van de Missionarissen van Mill Hill in Londen (1976 - 1982) werd hij directeur van Housetop, een internationaal centrum voor de geloofsvorming van volwassenen (1982 - 2009). Gedurende die tijd (1983 - 1998) was hij ook professor in de Heilige Schrift aan het Missionaire Instituut te London, dat verbonden was aan de Katholieke Universiteit van Leuven en de Universiteit van Middlesex. Gedurende deze periode was hij de pionier van de Walking on Water serie videocursussen voor geloofsvorming voor volwassenen die werden gecoproduceerd door 15 landen op alle continenten. Hij schreef de scripts voor negen filmverhalen. Hij produceerde ook de veelgeprezen 2½ uur durende film Journey to the Centre of Love, waarvan hij zowel scenarioschrijver als uitvoerend producent was (zie onderscheidingen hieronder).

## Vrouwenwijding
In 1977 schreef Wijngaards Did Christ Rule Out Women Priests? (McCrimmon, Great Wakering) in antwoord op Inter Insigniores (1976), de verklaring van de Congregatie van de Geloofsleer waarin het Vaticaan de redenen voor het uitsluiten van vrouwen duidelijk omschreef. In de daaropvolgende decennia verstevigde Rome zijn verzet tegen de wijding van vrouwen, culminerend in Ordinatio Sacerdotalis (1995) en daaropvolgende documenten waarmee de vrijheid van discussie voor theologen verder werd ingeperkt.  Uit protest nam Wijngaards op 17 september 1998 ontslag van zijn priesterambt. Zijn verzoek om officieel ontslag uit de priesterlijke bediening werd op 21 februari 2000 door Rome erkend. Op 27 mei trouwde hij met Jacqueline Clackson in een eenvoudige kerkceremonie. Wijngaards is doorgegaan met het publiceren van zijn redenen om de wijding van vrouwen tot het katholieke priesterschap te bepleiten in een reeks boeken, met name The Ordination of women in the Catholic Church en No Women in Holy Orders?  In 1999 richtte hij een website op die uitgegroeid is tot de grootste internetbibliotheek gespecialiseerd op de wijding van vrouwen. Traditionele katholieken beschouwen John Wijngaards een 'publieke afvallige en ketter'. Hij zelf houdt vol dat eerlijke kritiek niet het accepteren van het leergezag van de paus uitsluit. Hij verzet zich resoluut tegen de illegale wijding van vrouwen buiten de gevestigde structuur van de kerk, zoals bijvoorbeeld gebeurt in de zogenaamde rooms-katholieke vrouwenpriesterbeweging.

## Wijngaards Instituut voor Katholiek Onderzoek
Sinds 2005 richtte John Wijngaards zich ook op andere kwesties van hervorming die nodig zijn in de katholieke kerk. Hij creëerde een pastorale website om met de seksuele code om te gaan. Hij ontwierp de Verklaring van katholieke geleerden over Gezag in de Kerk, een verklaring die internationale steun kreeg. Zijn centrum werd omgevormd tot het Wijngaards Instituut voor Katholiek Onderzoek. Het belangrijkste doel hiervan is om als 'een progressieve theologische denktank' onafhankelijke katholieke wetenschappelijke beoordelingen te publiceren. Het instituut diende een 'Gedocumenteerd Beroep' in bij paus Franciscus om het oude diaconaat voor vrouwen te herstellen. In 2016 startte hij de verklaring van de katholieke geleerden over de Ethiek van het Gebruik van Kunstmatige Voorbehoedmiddelen die werd gelanceerd op een platform van de Verenigde Naties.

## Publicaties
Wijngaards heeft veel gepubliceerd  vooral in het Engels. Hier volgt een lijst van zijn boeken in het Nederlands.

•	Vazal van Jahweh (Bosch & Keunig Baarn 1965)

•	Deuteronomium uit de Grondtekst vertaald en uitgelegd (Romen & Zonen Roermond 1971)

•	Lees God’s Woord voor anderen - maar dan goed en verstaanbaar (Katholieke Bijbelstichting Boxtel 1974)

•	Vrouwen geen Priester?! (Katholieke Bijbelstichting Boxtel 1979)

•	Mijn Galilea Mijn Eigen Mensen (Katholieke Bijbelstichting Boxtel 1991)

•	Hoe zijt Gij aanwezig? Ontmoetingen met Jezus (Unistad Antwerpen 1991)

•	Tesamen in Mijn Naam (Katholieke Bijbelstichting Boxtel 1992)

•	Wie je ook bent (Katholieke Bijbelstichting Boxtel 1993)

•	Geloven is zo gek nog niet (Kok Kampen 1999)

•	Het Niet-wijden van Vrouwen in de R.K. Kerk. Een koekoeksjong in het katholieke nest (Narratio Gorcum 2002)

•	Vrouwen tot diaken gewijd. Historische feiten en actueel debat (Herne Heeswijk 2006 en Altiora Averbode 2007)

## Onderscheidingen
- Grand Prix,  als scenarioschrijver voor Journey to the Centre of Love, Tiende Internationale Katholieke Film Festival, Warschau 1995.[25]
- The Bronze Award, voor dezelfde film op het Film Fest te Houston 1997.
- The Chris Award, op het Columbus Film Festival 1997.
- The Marga Klompé Prijs, 2005.[26]

Wijngaards overleed op 2 januari 2025 op 89-jarige leeftijd.